# Can Bach (la Cellera de Ter)
Can Bach és una casa de la Cellera de Ter (Selva) inclosa a l'Inventari del Patrimoni Arquitectònic de Catalunya.

## Descripció
Es tracta d'un immoble de planta bastant irregular que consta de dues plantes i golfes, cobert amb una teulada a una sola aigua i de vessant a façana i amb un ràfec format per dues fileres de rajola plana. Està ubicat a l'esquerra de la travessera de l'Església, però al mateix temps fa cantonada, desembocant la part posterior de l'immoble en el carrer Figaric.
La planta baixa destaca el portal adovellat d'accés d'arc de mig punt, amb unes dovelles de mida mitjana bastant matuseres i rudes, ja que no han estat treballades ni encara menys desbastades.
Pel que fa al primer pis o planta noble, aquest consta d'una obertura quadrangular amb llinda monolítica, muntants de pedra i ampit treballat.
El segon pis, executaria les tasques de golfes i s'ha projectat en la façana en format d'una obertura quadrangular amb llinda de fusta.
A nivell de materials primen dos tractaments diferenciats: per una banda, en el que seria la façana principal amb aquesta espècie de construcció absidada, en ella pondera especialment la pedra, concretament els còdols de riu sense desbastar. Mentre que per l'altra, un cop abandonem la façana principal, la resta de la superfície externa de l'immoble ha estat completament arrebossada, conformant així un efecte d'uniformitat.
La part posterior de l'edifici que desemboca al carrer Figaric, s'ha traduït en la gestació d'una galeria coberta, en el primer pis, amb un ampit o barana de fusta.